# Naledi (Wolne Państwo)
Naledi – gmina w Republice Południowej Afryki, w prowincji Wolne Państwo, w dystrykcie Xhariep. Siedzibą administracyjną gminy jest Dewetsdorp.
Do 2011 roku Naledi należało do dystryktu Motheo.